# Bevilacqua
Bevilacqua je lahko geografsko ime:  
- Bevilacqua, italijanska občine (comune) v pokrajini Verona

Bevilacqua je priimek več oseb:    
- Alberto Bevilacqua (1934–2013), italijanski scenarist in filmski režiser
- Alessandro Bevilacqua /Aleksander Vodopivec (1932–2024), zamejski pianist in skladatelj
- Aloisio Bevilacqua, italijanski rimskokatoliški patriarh (naslovni)
- Americo Bevilacqua, italijanski rimskokatoliški škof
- Anthony Joseph Bevilacqua, ameriški rimskokatoliški nadškof in kardinal
- Bonifazio Bevilacqua Aldobrandini, italijanski rimskokatoliški škof in kardinal
- Girolamo Bevilacqua, italijanski rimskokatoliški nadškof Nazareta
- Giulio Bevilacqua, italijanski rimskokatoliški kardinal
- Melchiore Bevilacqua, nadškof Palerma